# Kamiko Williams
Kamiko Mercedes Williams (Fayetteville, 6 aprile 1991) è un'ex cestista e allenatrice di pallacanestro statunitense, professionista nella WNBA.

## Carriera
È stata selezionata dalle New York Liberty al secondo giro del Draft WNBA 2013 (15ª scelta assoluta).